# Avenue des Merles
L'avenue des Merles (en néerlandais : Merellaan) est une avenue bruxelloise de la commune de Woluwe-Saint-Pierre qui va du square Eddy Merckx à l'avenue des Traquets sur une longueur totale de 350 mètres.